# Digama nebulosa
Digama nebulosa är en fjärilsart som beskrevs av Walker 1864. Digama nebulosa ingår i släktet Digama och familjen björnspinnare. Inga underarter finns listade i Catalogue of Life.